# Tatort: Katjas Schweigen
Katjas Schweigen ist ein Fernsehfilm aus der Fernseh-Kriminalreihe Tatort der ARD und des ORF. Der Film wurde vom WDR produziert und am 3. Dezember 1989 zum ersten Mal gesendet. Es ist die 225. Folge der Tatort-Reihe und der 22. Fall für die Kommissare Horst Schimanski und Christian Thanner. Anlässlich des 40. Sendejubiläums des Duisburger Tatorts strahlte der WDR am 15. Februar 2022 eine in HD abgetastete und digital restaurierte Folge aus.

## Handlung
Schimanski und sein Freund, der Bewährungshelfer Jannek, trainieren straffällige Jugendliche einer Footballmannschaft. Eines Abends wird ein Supermarkt von Jugendlichen überfallen, wobei ein Polizist erschossen wird. Die Untersuchung der Kugel ergibt, dass es sich bei der Waffe um eine Astra 900 handelt, die schon einmal bei einer Auseinandersetzung in einem Fitnessclub benutzt wurde.
Am nächsten Tag lässt Thanner zwei von Schimanskis Jungs verhaften, weil sie bereits bei einer laufenden Raubserie beteiligt waren, die vom Raubdezernat bearbeitet wird. Um eine Verbindung der Waffe mit dem aktuellen und dem zurückliegenden Fall herzustellen, befragt Schimanski den Fitnessclubbesitzer Billy, der ein Jahr zuvor eine Schussverletzung durch einen gewissen Zander mit derselben Waffe erlitten hatte. Plötzlich gerät auch ein weiterer Jugendlicher seiner Truppe, Tommy Schaaf, ins Visier der Fahnder und verschwindet daraufhin. Als man Tommys Schwester Katja nach Zander fragt, kommt dabei nichts heraus, außer einer Warnung ihrerseits übers Telefon, wo sie jemandem mitteilt, dass die Polizei ihn suche.
Nachdem Schimanski Billy den richtigen Namen Zanders, der eigentlich Hecht heißt, entlocken konnte, werden er und Thanner zu einem Hinterhof gerufen, wo Tommy gesehen worden sein soll. Thanner gibt einen Warnschuss in die Luft ab, doch Tommy wird von einem Unbekannten in den Hals geschossen. Schimanski ist außer sich und beschuldigt seinen Kollegen, den Jungen getötet zu haben, wogegen Thanner sich verwahrt. Trotz seiner Beteuerungen, nicht auf Tommy gezielt zu haben, wird Thanner suspendiert. Er versucht nun auf eigene Faust, seine Unschuld zu beweisen, indem er jeden Schritt Schimanskis verfolgt. Schimanski sucht Zander auf der Bowlingbahn auf und stellt ihn zur Rede. In die Enge getrieben, flieht er jedoch, wird aber von Hänschen gestellt, wobei eine Astra 900 in seinem Motorrad entdeckt wird.
Bei einem gemeinsamen Bier Schimanskis mit Thanner und Hänschen kommt heraus, dass man auch Katja überprüft hat. Sie ist bereits vorbestraft und hatte für Billy gearbeitet. Die Männer ziehen den Schluss, dass es bei dem Vorfall zwischen Billy und Zander um Katja ging.
Also lockt Schimanski Zander aus seinem Versteck, einem Spielclub, und bei einer Durchsuchung entdeckt man weitere Pistolen des Typs Astra. Die Beamten sind sich sicher, dass der Schlüssel zur Auflösung des Falles bei Katja liegt. Schimanski glaubt, dass es Jannek war, der der Polizei den Aufenthaltsort von Tommy preisgab. Der Kommissar schafft es mit einer geheimen Botschaft, Katja zum Umdenken zu bewegen. Noch am selben Abend macht Katja ihren Eltern eine Szene, dass sie so blauäugig waren, Jannek zu vertrauen. Schimanski erfährt von der jungen Frau, dass ihr Vater einst für Jannek eine Gefängnisstrafe verbüßt hatte und wenig später erzählt Katjas Mutter den beiden, dass ihr Mann zum Fluss ’rausgefahren sei, „um sich umzubringen.“ Schimanski und Katja hasten zum Fluss, können Katjas Vater aber nicht mehr retten. Kurz darauf werden sie von Jannek aus seinem Mercedes heraus unter Beschuss genommen. Schimanski feuert zurück, ist sich aber nicht sicher, getroffen zu haben. So fingiert er sicherheitshalber an Janneks Wagen einen Einschuss und konfrontiert diesen am nächsten Tag auf dem Spielfeld damit. Jannek will sich immer noch nicht geschlagen geben und versucht, Schimanskis Anschuldigung als Spinnerei abzutun. Dann holt Katja jedoch die letzte Astra 900 aus dem Versteck, so dass Schimanski Jannek nun mit dem Einschussloch an seinem Wagen überführen kann.

## Hintergrund
- Die im Film oft erwähnte Astra 900, seinerzeit bereits veraltet, war eine Kopie der Mauser C96.
- Bei der Waffe von Jannek handelt es sich um eine FN Browning HP mit Spezialvisieraufsatz und Schalldämpfer.

Tony Carey interpretierte für diesen Tatort den Song I Feel Good. In einer Szene ist auf Katjas Plattenspieler auch sein damaliger Hit Room with a View zu hören.
Die Dreharbeiten für diese Tatort-Folge fanden vom 4. April bis zum 9. Mai 1989 in Duisburg und im Bavaria Filmstudio in Geiselgasteig in München statt.
Die Folge Katjas Schweigen ist in der DVD-Box Tatort: Schimanski Komplettbox 2 (13 Fälle), erschienenen bei Walt Disney Studios Home Entertainment, erschienen am 22. März 2012, Laufzeit 1.152 Minuten, zahlreiches Bonusmaterial, enthalten.

## Kritiken
prismameint, der Film sei „ein spannender Fall, in dem sich Götz George als Schimanski zwischen seiner nicht immer richtigen eigenen Einschätzung und der Auffassung seines Kollegen entscheiden muss. Als Titel gebende Katja ist hier die seinerzeit noch vollkommen unbekannte Katja Riemann in einer ihrer ersten TV-Rollen zu bewundern.“